# Championnat du Salvador de football 1992-1993
Navigation
Saison précédente Saison suivante
La Primera División 1992-1993 est la quarante-et-deuxième édition de la première division salvadorienne.
Lors de ce tournoi, le CD Luis Ángel Firpo a conservé son titre de champion du Salvador face aux neuf meilleurs clubs salvadoriens.
Chacun des dix clubs participant était confronté quatre fois aux neuf autres équipes. Puis les quatre meilleurs se sont affrontés lors d'une phase finale à la fin de la saison.
Seulement deux places étaient qualificatives pour la Coupe des champions de la CONCACAF  et une place pour la Coupe des vainqueurs de coupe de la CONCACAF.

## Les 10 clubs participants
| \| CD Águila CD Apaneca Cojutepeque FC Club Deportivo FAS CD Luis Ángel Firpo Alianza FC Atlético Marte Fuerte San Francisco CD Tiburones AD El Transito \| Localisation des clubs engagés dans le championnat. |
| CD Águila CD Apaneca Cojutepeque FC Club Deportivo FAS CD Luis Ángel Firpo Alianza FC Atlético Marte Fuerte San Francisco CD Tiburones AD El Transito                                                           |

| Club                 | Stade                          | Capacité          | Ville                |
| CD Águila            | Stade Juan Francisco Barraza   | 10 000            | San Miguel           |
| Alianza FC           | Stade Cuscatlán                | 45 925            | San Salvador         |
| CD Apaneca           | Stade inconnu                  | Capacité inconnue | Apaneca              |
| Cojutepeque FC (en)  | Stade inconnu                  | Capacité inconnue | Cojutepeque          |
| Club Deportivo FAS   | Stade Oscar Quiteño            | 15 000            | Santa Ana            |
| CD Luis Ángel Firpo  | Stade Sergio Torres            | 5 000             | Usulután             |
| CD Atlético Marte    | Stade Cuscatlán                | 45 925            | San Salvador         |
| Fuerte San Francisco | Stade Luis Amílcar Moreno (en) | 2 000             | San Francisco Gotera |
| CD Tiburones         | Stade inconnu                  | Capacité inconnue | Acajutla             |
| AD El Transito       | Stade Hanz Usko                | 3 000             | La Libertad          |

## Compétition
La compétition se déroule en deux phases :
- La phase de qualification : les trente-six journées de championnat.
- La phase finale : six journées de championnat entre les quatre meilleures équipes.

### Phase de qualification
Lors de la phase de qualification les dix équipes affrontent à quatre reprises les neuf autres équipes selon un calendrier tiré aléatoirement.
Les quatre meilleures équipes sont qualifiées pour la phase finale.
Le classement est établi sur l'ancien barème de points (victoire à 2 points, match nul à 1, défaite à 0).
Le départage final se fait selon les critères suivants :
- Le nombre de points.
- Un match d'appui pour départager les équipes.

#### Classement
| Rang | Équipe                  | Pts | J  | G  | N  | P  | Bp | Bc | Diff |
| ---- | ----------------------- | --- | -- | -- | -- | -- | -- | -- | ---- |
| 1    | Club Deportivo FAS      | 47  | 36 | 18 | 11 | 7  | 60 | 45 | +15  |
| 2    | CD Luis Ángel Firpo (T) | 44  | 36 | 16 | 12 | 8  | 49 | 33 | +16  |
| 3    | CD Atlético Marte       | 43  | 36 | 17 | 9  | 10 | 68 | 39 | +29  |
| 4    | Alianza FC              | 41  | 36 | 16 | 9  | 11 | 64 | 49 | +15  |
| 5    | AD El Transito          | 39  | 36 | 12 | 15 | 9  | 51 | 44 | +7   |
| 6    | Cojutepeque FC (en)     | 35  | 36 | 11 | 13 | 12 | 35 | 41 | -6   |
| 7    | CD Águila               | 30  | 36 | 10 | 10 | 16 | 49 | 58 | -9   |
| 8    | CD Tiburones            | 29  | 36 | 8  | 13 | 15 | 38 | 53 | -15  |
| 9    | CD Apaneca (P)          | 27  | 36 | 7  | 13 | 16 | 23 | 53 | -30  |
| 10   | Fuerte San Francisco    | 25  | 36 | 4  | 17 | 15 | 29 | 51 | -22  |

| Légende : Qualifications et relégations | Légende : Qualifications et relégations                  |
| --------------------------------------- | -------------------------------------------------------- |
|                                         | Qualifié pour la phase finale                            |
|                                         | Relégué en Segunda División                              |
|                                         | (T) : Tenant du titre (P) : Promu de la saison 1991-1992 |

### La phase finale
Lors de la phase finale les quatre équipes affrontent à deux reprises les trois autres équipes selon un calendrier tiré aléatoirement.
Le classement est établi sur l'ancien barème de points (victoire à 2 points, match nul à 1, défaite à 0).
Le départage final se fait selon les critères suivants :
- Le nombre de points.
- Un match d'appui pour départager les équipes.

#### Classement
| Rang | Équipe                  | Pts | J | G | N | P | Bp | Bc | Diff |
| ---- | ----------------------- | --- | - | - | - | - | -- | -- | ---- |
| 1    | CD Luis Ángel Firpo (T) | 9   | 6 | 4 | 1 | 1 | 11 | 7  | +4   |
| 2    | Alianza FC              | 8   | 6 | 3 | 2 | 1 | 9  | 4  | +5   |
| 3    | CD Atlético Marte       | 4   | 6 | 0 | 4 | 2 | 6  | 10 | -4   |
| 4    | Club Deportivo FAS      | 3   | 6 | 0 | 3 | 3 | 8  | 13 | -5   |

| Légende : Qualifications et relégations | Légende : Qualifications et relégations                              |
| --------------------------------------- | -------------------------------------------------------------------- |
|                                         | Coupe des champions de la CONCACAF 1994 (4e Tour de qualification)   |
|                                         | Coupe des vainqueurs de coupe de la CONCACAF 1994 (Quarts de finale) |
|                                         | (T) : Tenant du titre                                                |

## Bilan du tournoi
| Tableau d'Honneur          |                     |
| Compétition                | Vainqueur           |
| Primera División 1992-1993 | CD Luis Ángel Firpo |

| Qualifications continentales 1993-1994       |                                |
| Coupe des champions de la CONCACAF           | Qualifiés                      |
| Quatrième tour de qualification              | CD Luis Ángel Firpo Alianza FC |
| Coupe des vainqueurs de coupe de la CONCACAF | Qualifiés                      |
| Quarts de finale                             | CD Atlético Marte              |

| Promotions et relégations   |                      |
| Relégué en Segunda División | Fuerte San Francisco |
| Promu de Segunda División   | CD Municipal Limeño  |